# ニジニエ・リホボルィ
ニジニエ・リホボルィ（ロシア語: Нижние Лихоборы）は、1927年までモスクワに存在した村。リホボルカ川を挟んでヴェルフニエ・リホボルィの対岸に位置し、ドミトロフ・ショセが通っていた。

## 沿革
史家のコンスタンチン・アヴェリヤノフ (ru) によれば、ニジニエ・リホボルィの起源は、現在の大アカデミー通りの僅かに西側に位置していた村「トポルコヴォ」(Топорково) であるという。トポルコヴォは1560年に、イヴァン・シュイスキー公子の領地として初めて史料で言及され、15世紀には従者たちによって利用されていた可能性がある。村には木造の神使ミハイル教会が建てられていたが、1593年には神現修道院が建造され、1646年にはセミョーン・シャホフスコイ (ru) 公子の所有となった。1652年にはニコン総主教の所有にてウラドゥイキノ (ru) の附属村とされた。
1704年から1711年にかけて東部ドミトロフ・ショセへの人口移動が起こり、以降トポルコヴォの名は史料に登場しなくなる。代わって村は「リホボルィ」として言及されるようになった。しかし18世紀末になると村はリホボルカ川 (ru) によって分割され、「ヴェルフニエ・リホボルィ（上リホボルィ）」と「ニジニエ・リホボルィ（下リホボルィ）」が誕生した。村は、ピョートル1世時代には聖シノドの、1738年には経済コレギヤの管轄とされた。1812年ロシア戦役の際にはフランス軍の略奪にあったが、ほどなく復興した。
1838年にはドミトロフ・ショセからリホボルカ川を跨いで上下リホボルィを結ぶ橋が建設された。1851年には村にモスクワ・サンクトペテルブルク鉄道が開通し、1884年には橋の隣に石造りの神使ミハイル礼拝堂も建設された。20世紀初頭には、村にモスクワ環状線小線が通った。しかし、その後の村は1927年にモスクワ市へ組み込まれ、最後まで残されていた村時代の家屋と礼拝堂も、1950年代から1960年代の再開発によって取り壊された。「ニジニエ・リホボルィ」の名は、5か所の私道、そして第1 (ru) および第3道路 (ru) にのみ残されている。
| 人口   |   | 5（男性） | 38 |    | 77（男性） | 150 |    |    |    | 217 | 382 |
| 家屋数 | 1 | 2         | 11 | 18 | 21         |     | 39 | 28 | 26 | 32  | 64  |